# Okręg wyborczy Scullin
Okręg wyborczy Scullin (ang. Division of Scullin) – jedmandatowy okręg wyborczy do Izby Reprezentantów Australii, położony w północnej części Melbourne. Wybory odbywają się tam od 1969 roku, zaś patronem okręgu jest James Scullin, jedyny lewicowy premier Australii w dwudziestoleciu międzywojennym.
W latach 1955–1969 istniał inny okręg wyborczy Scullin, którego terytorium nie pokrywało się w żadnym stopniu z okręgiem utworzonym w 1969, stąd klasyfikowane są one jako odrębne jednostki. 

## Lista posłów
| okres urzędowania | poseł                  | przynależność             |
| ----------------- | ---------------------- | ------------------------- |
| 1969-1985         | Harry Jenkins (senior) | Australijska Partia Pracy |
| 1986-2013         | Harry Jenkins (junior) | Australijska Partia Pracy |
| od 2013           | Andrew Giles           | Australijska Partia Pracy |

źródło: 